# Rogner & Bernhard
Rogner & Bernhard war ein deutscher Verlag für Belletristik und Sachbücher. Er wurde 1968 in München gegründet und hatte seinen Sitz später in Hamburg und Berlin. 2016 wurde er vom Zürcher Verlag Kein & Aber übernommen.

## Geschichte
Rogner & Bernhard wurde 1968 von Klaus P. Rogner, Marianne Bernhard und Axel Matthes in München gegründet. 1973 übernahmen der Verleger Heinrich Ellermann und seine Tochter Antje den Verlag. 1982 siedelte das Haus nach Hamburg um und wurde dort bis zum Jahr 2004 von Antje Ellermann gemeinsam mit wechselnden Co-Eignern geleitet. In diesem Jahr übernahmen die Lektorin Johanna von Rauch und der Journalist Jakob Augstein die Mehrheit an dem Unternehmen und holten den Verlag nach Berlin. Zum September 2011 erwarben Haffmans & Tolkemitt die Anteile.
Ende der 1960er Jahre gab der spätere Merve-Mitbegründer Peter Gente bei Rogner & Bernhard zwei Bücher mit Schriften von Josef Stalin heraus. Der Verlag veröffentlichte später alle Bücher von Douglas Adams und entdeckte Autoren wie T. C. Boyle und Alexa Hennig von Lange. In den 1970er Jahren erschien die Reihe Bibliotheca Erotica et Curiosa, die weitgehend vergessene erotische Texte herausbrachte, darunter z. B. Josefine Mutzenbacher, Oscar Wilde: Teleny, Guillaume Apollinaire: Die elftausend Ruten oder Die Memoiren einer Sängerin (nur teilweise von Wilhelmine Schröder-Devrient).
Neben dem üblichen Buchhandel, stationär oder online, stellte der Versand der Firma Zweitausendeins den vertraglichen Vertriebspartner dar. Im Dezember 2015 beantragte der Verlag die Eröffnung eines Insolvenzverfahrens. Im März 2016 wurde der Verlag vollständig vom Zürcher Verlag Kein & Aber übernommen.